# Мордовская Норка
Мордовская Норка — село в Шемышейском районе Пензенской области России. Входит в состав городского поселения рабочий посёлок Шемышейка.

## География
Село находится на юго-востоке центральной части Пензенской области, в пределах северного склона холмистой Хвалынской гряды, в лесостепной зоне, на левом берегу реки Узы, на расстоянии примерно 4 километров (по прямой) к юго-востоку от Шемышейки, административного центра района. Абсолютная высота — 166 метров над уровнем моря.

### Климат
Климат характеризуется как умеренно континентальный. Средняя температура воздуха самого тёплого месяца (июля) — 20 °C (абсолютный максимум — 38 °C); самого холодного (января) — −19 °C (абсолютный минимум — −44 °C). Безморозный период длится 126 дней. Период активной вегетации составляет 135—145 дней. Годовое количество атмосферных осадков — 490 мм, из которых большая часть выпадает в тёплый период. Снежный покров держится в течение 149 дней.

### Часовой пояс
Село Мордовская Норка, как и вся Пензенская область, находится в часовой зоне МСК (московское время). Смещение применяемого времени относительно UTC составляет +3:00.

## Население
| 1748  | 1795  | 1859  | 1877 | 1897  | 1911  | 1914  |
| ----- | ----- | ----- | ---- | ----- | ----- | ----- |
| 184   | ↗484  | ↗694  | ↗941 | ↗1314 | ↗1781 | ↗1810 |
| 1921  | 1926  | 1930  | 1939 | 1959  | 1979  | 1989  |
| ↗2184 | ↘1810 | ↗2110 | ↘670 | ↗683  | ↘440  | ↘343  |
| 1996  | 2002  | 2010  |      |       |       |       |
| ↘289  | ↘283  | ↘225  |      |       |       |       |

### Национальный состав
Согласно результатам переписи 2002 года, в национальной структуре населения мордва составляла 76 %.